# Ga xe buýt tốc hành Nambu
Ga Bến xe buýt Nambu (Tiếng Hàn: 남부터미널(예술의전당)역, Hanja: 南部터미널(藝術의殿堂)驛) là ga tàu điện ngầm trên Tàu điện ngầm vùng thủ đô Seoul tuyến 3 ở Seocho-dong, Seocho-gu, Seoul. Như tên của nó đã chỉ ra, nó phục vụ Bến xe buýt Nambu gần đó. Đây cũng là nhà ga gần Trung tâm Nghệ thuật Seoul nhất.

## Lịch sử
- 13 tháng 9 năm 1983: Tên ga Tàu điện ngầm Seoul tuyến 3 được quyết định là Ga Hwamul Terminal[4]
- 18 tháng 10 năm 1985: Bắt đầu hoạt động với việc khai trương đoạn Dongnimmun ~ Yangjae của Tàu điện ngầm Seoul tuyến 3[5]
- 1 tháng 4 năm 1990  : Ga hàng hóa đổi thành Ga Bến xe buýt Nambu (Trung tâm nghệ thuật Seoul)[6]

## Bố trí ga
| Đại học Giáo dục Quốc gia Seoul ↑ |
| \| N/B                            |
| ↓ Yangjae                         |

| Hướng Bắc | ●Tuyến 3 | ← Hướng đi Đại học Giáo dục Quốc gia Seoul · Oksu · Chungmuro · Daehwa |
| Hướng Nam | ●Tuyến 3 | → Hướng đi Yangjae · Dogok · Suseo · Ogeum →                           |

## Xung quanh nhà ga
| Lối ra \| 나가는 곳 \| Exit \| 出口 | Lối ra \| 나가는 곳 \| Exit \| 出口 |
| ----------------------------------- | --- |
| 1                                   | Trung tâm cộng đồng Seocho 1-dong Đại học Sư phạm Quốc gia Seoul Seocho Hyundai APT Seocho Lotte Castle Bertia APT Trung tâm nghệ thuật Jeonghyo                                                                                                   |
| 2                                   | Khu vực Seocho Seocho Poonglim I-One APT Seocho Raemian Leaders One APT Seocho Grand Xi APT Hướng đi ngã tư Bangbang |
| 3                                   | Trường tiểu học Seoil Trung tâm Điện tử Quốc tế Trường Banseok Trung tâm An toàn Seocho 119 Trường tư vấn sau đại học Hàn Quốc Bưu điện Seocho 1-dong                                                                                              |
| 4                                   | Trung tâm Điện tử Quốc tế Trung tâm Văn hóa và Thông tin Seocho-gu Hanuri Viện phát triển nguồn nhân lực Seoul |
| 4-1                                 | Nambusunhwan-ro Học viện đào tạo quan chức chính quyền đô thị Seoul |
| 4-2                                 | Seoul Nambu Terminal |
| 5                                   | Trung tâm cộng đồng Seocho 3-dong Seoul Nambu Terminal Trung tâm Gugak Quốc gia Bảo tàng âm nhạc truyền thống Hàn Quốc Viện nghiên cứu Seoul Trung tâm nghệ thuật Seoul Đại học Nghệ thuật Quốc gia Hàn Quốc                                       |
| 6                                   | Trường trung học cơ sở Seocho Trường trung học Seoul Seochon Central I-Park APT Trung tâm việc làm Seocho Bưu điện Seocho 3-dong Trung tâm thanh thiếu niên quận Seocho Hanil Cement Tổng công ty Bảo hiểm Y tế Quốc gia Seocho Chi nhánh phía Nam |

## Hình ảnh

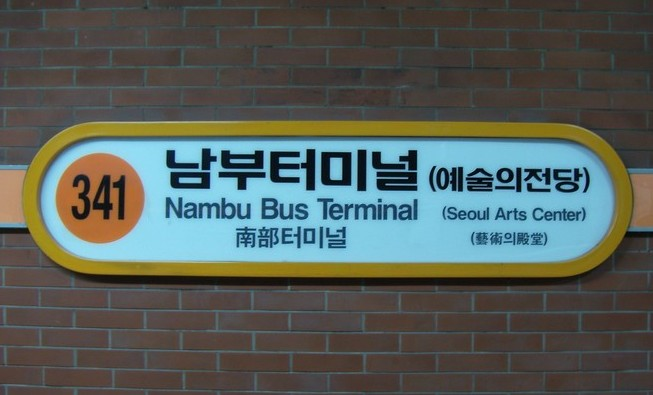
Ga Bến xe buýt Nambu 1
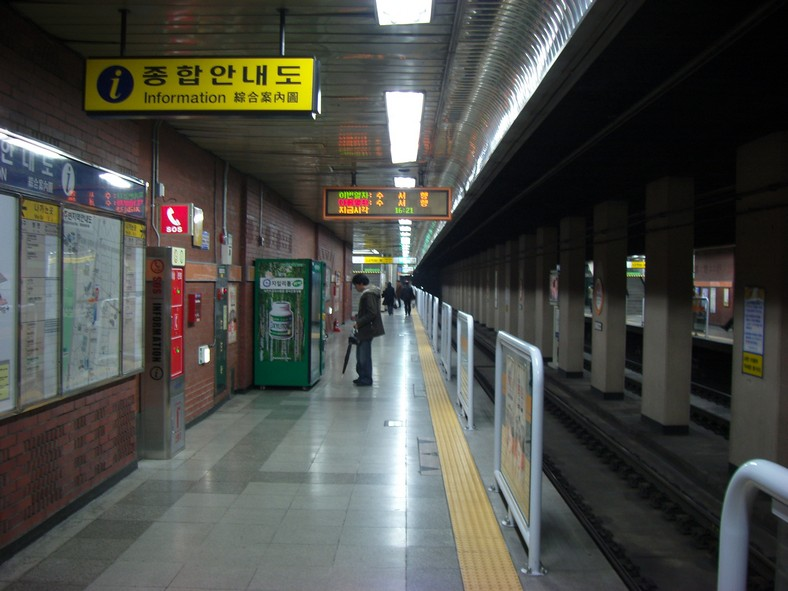
Ga Bến xe buýt Nambu 2
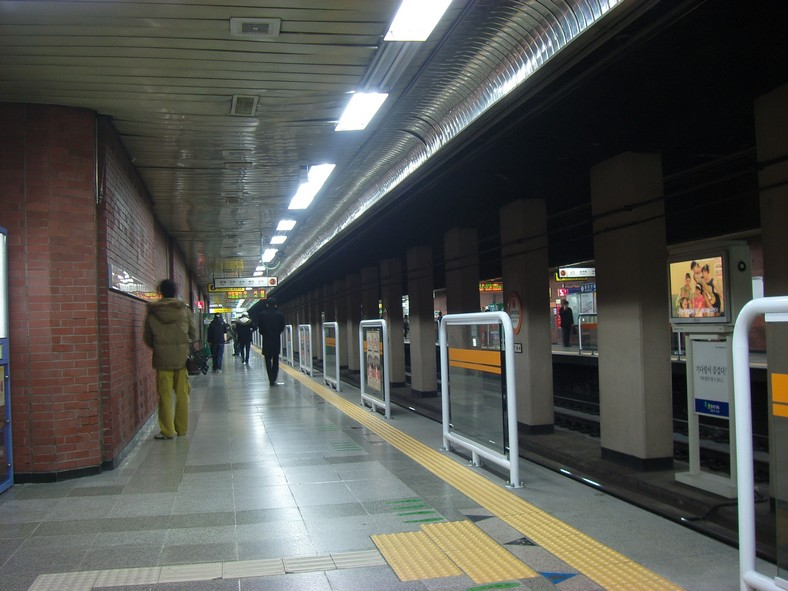
Ga Bến xe buýt Nambu 3
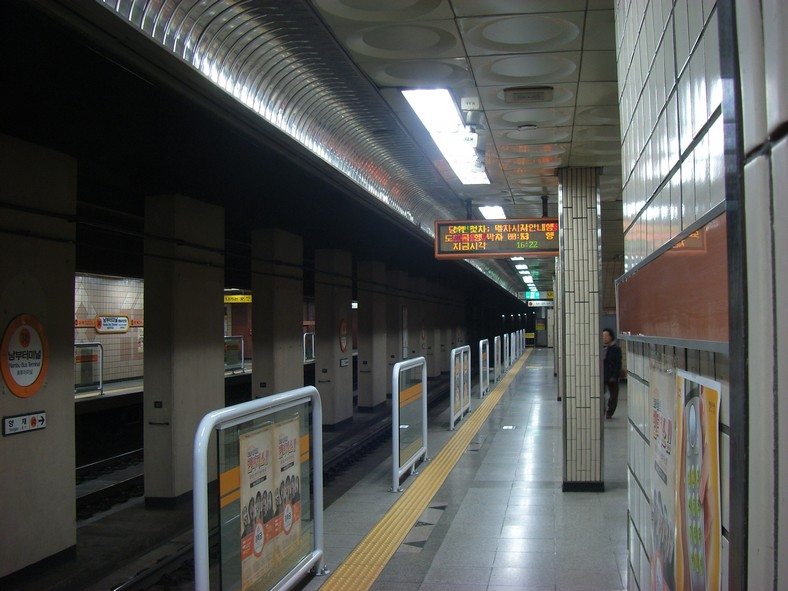
Ga Bến xe buýt Nambu 4
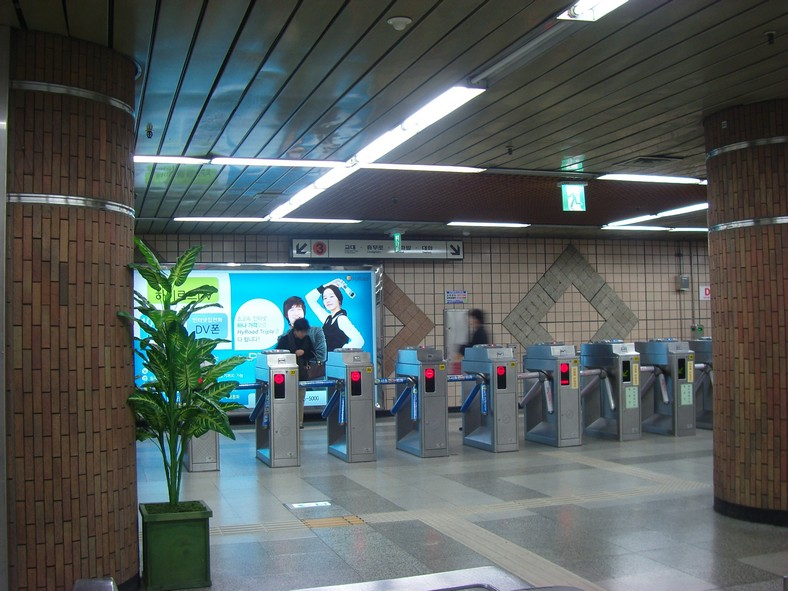
Ga Bến xe buýt Nambu 5